# Howie Triano
Howard Arthur Triano, detto Howie (Niagara Falls, 16 marzo 1933 – Niagara Falls, 31 maggio 2017), è stato un cestista canadese.
Era il padre di Jay Triano.

## Carriera
Dopo quattro stagioni all'Università di Windsor, giocò per i Tillsonburg Livingstons, con cui arrivò alla finale del campionato canadese nel 1959.
Fu il capitano del Canada durante i Giochi panamericani di Chicago 1959.
È stato introdotto nella University of Windsor’s Hall of Fame.